# Museu Olímpico
O Museu Olímpico, em Lausana, na Suíça, alberga exposições temporárias e permanentes relacionadas com o desporto e o movimento olímpico. Com um acervo de mais de 10.000 peças, o museu é o maior arquivo do mundo sobre os Jogos Olímpicos e um dos principais pontos turísticos da cidade, atraindo cerca de 250 mil pessoas por ano.
O museu fica junto ao Lago Léman e está rodeado por um parque com numerosas obras de arte tendo por tema o desporto. Foi fundado em 23 de junho de 1993 por iniciativa do sétimo presidente do Comitê Olímpico Internacional, o espanhol Juan Antonio Samaranch. Foi eleito Museu Europeu do Ano em 1995 e é o segundo museu mais visitado da Suíça.

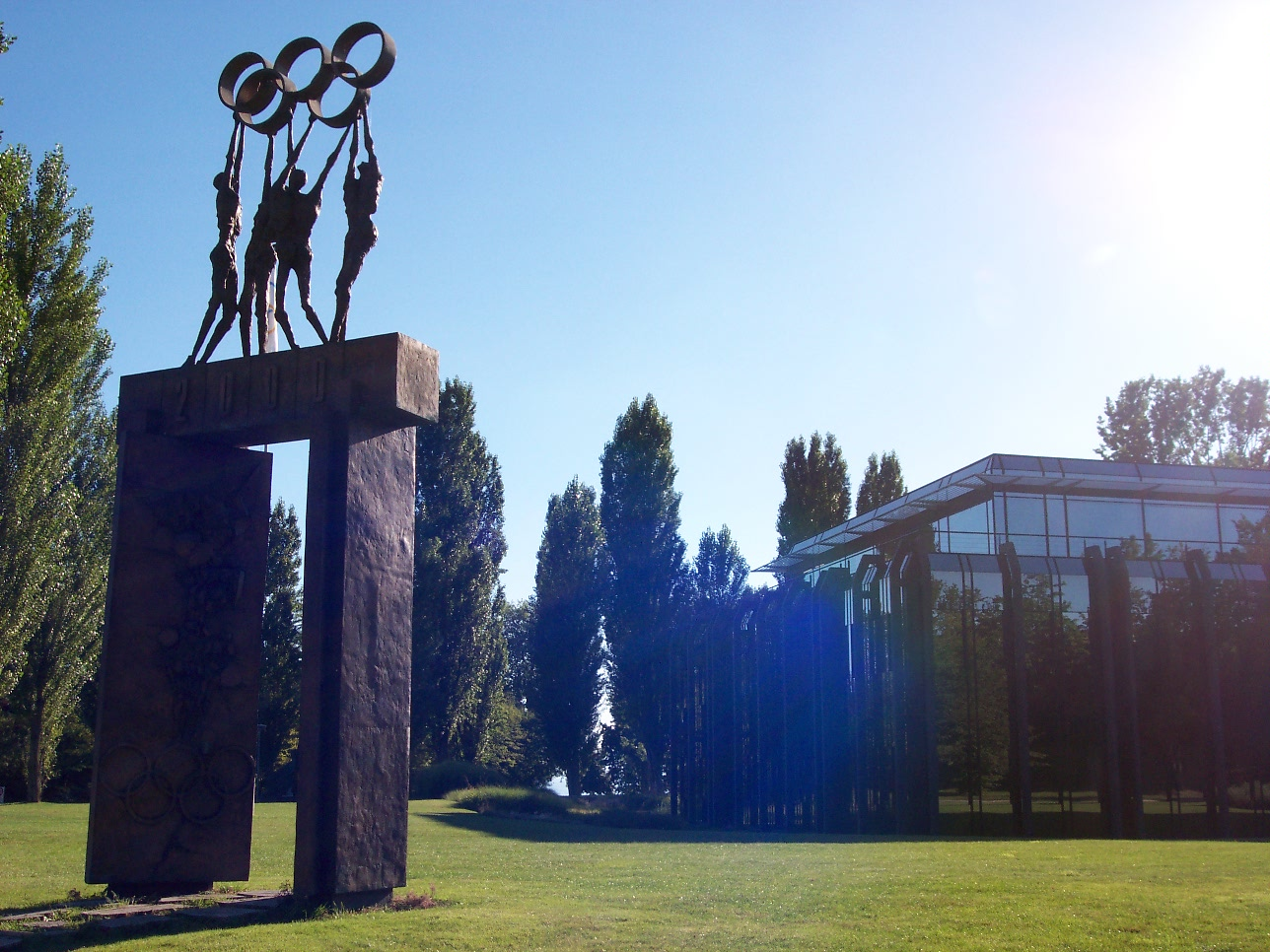
Memorial olímpico.
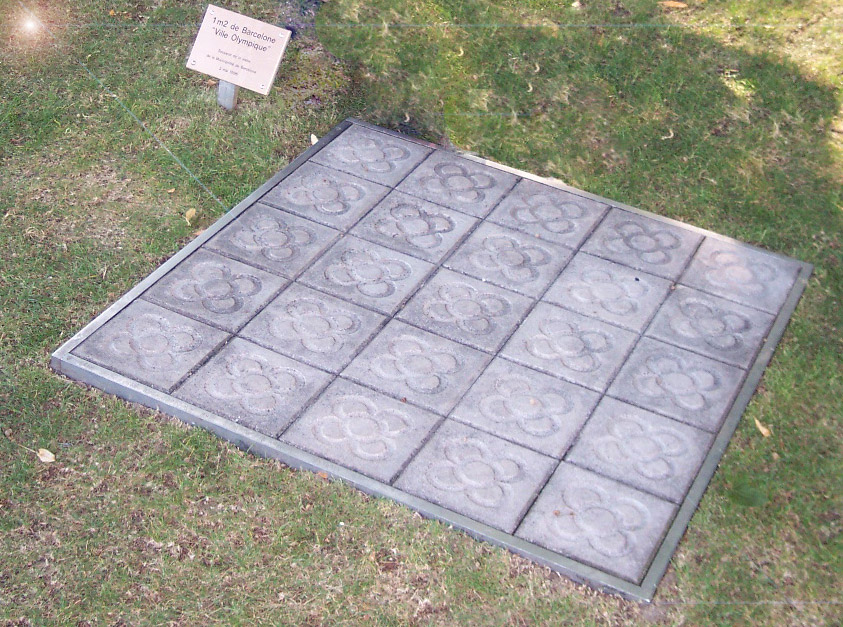
Um pedaço da calçada da vila olímpica de Barcelona no museu.